# Грушеве (Сумський район)
Груше́ве — село в Україні, у Лебединській міській громаді Сумського району Сумської області. Населення становить 8 осіб. До 2020 орган місцевого самоврядування — Червленівська сільська рада.

## Географія
Село Грушеве знаходиться між річками Лозова та Псел (4-6 км). На відстані 0,5 км розташоване село Новоселівка. По селу протікає пересихаючий струмок з загатою. Поруч проходить автомобільна дорога Т 1913.

## Історія
12 червня 2020 року, відповідно до Розпорядження Кабінету Міністрів України № 723-р «Про визначення адміністративних центрів та затвердження територій територіальних громад Сумської області», увійшло до складу Лебединської міської територіальної громади.
19 липня 2020 року, після ліквідації Лебединського району, село увійшло до Сумського району.

## Пам'ятки
- Грушевський заказник — ботанічний заказник місцевого значення.